# Église Saint-Pierre de Renaison
L'église Saint-Pierre de Renaison, communément appelée église Saint-Pierre, est une église paroissiale située à Renaison, dans le département de la Loire. Sa construction a débuté en 1893 et s'est poursuivie jusqu'en 1896, date de son inauguration. D'abord dépourvue de clocher, ce dernier est érigé en 1910.

## Histoire
En 1887, désireuse d'édifier une nouvelle église, la commune de Renaison lance une récolte de fonds auprès de ses habitants. La première pierre est posée au cours de l'année 1893. La construction de cette nouvelle église s'étend sur près de 3 ans jusqu'au 16 février 1896, date de son inauguration,.
L'église est bénite en 1898 par Monseigneur Bonnardet, vicaire général de Lyon.
Un clocher sera édifié en 1910 à la demande de citoyens renaisonnais, puis un orgue y est installé en 1983,.

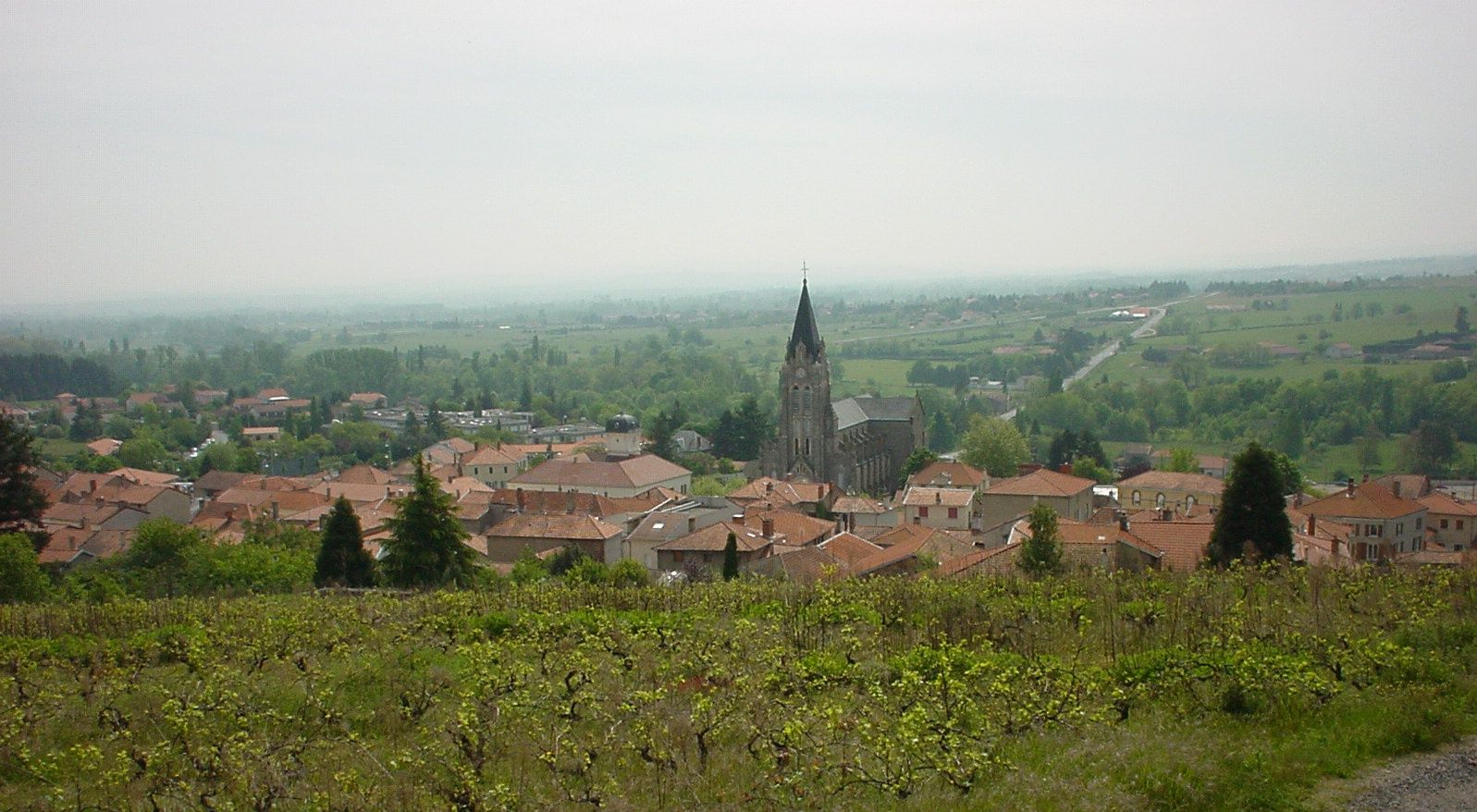
L'église et le centre du village.

## L'Orgue historique
En 1981, une association renaisonnaise; l'association Saint-Roch, acquiert un orgue précédemment installé dans la chapelle de l'Œuvre de Saint-Nicolas à Paris. Après restauration, l'orgue est installé dans le chœur de l'église puis inauguré par Louis Robilliard en 1983.
L'orgue dispose de 25 jeux et d'une importante soufflerie. Il a été construit en 1880 par les frères Abbey, fils de John Abbey. 

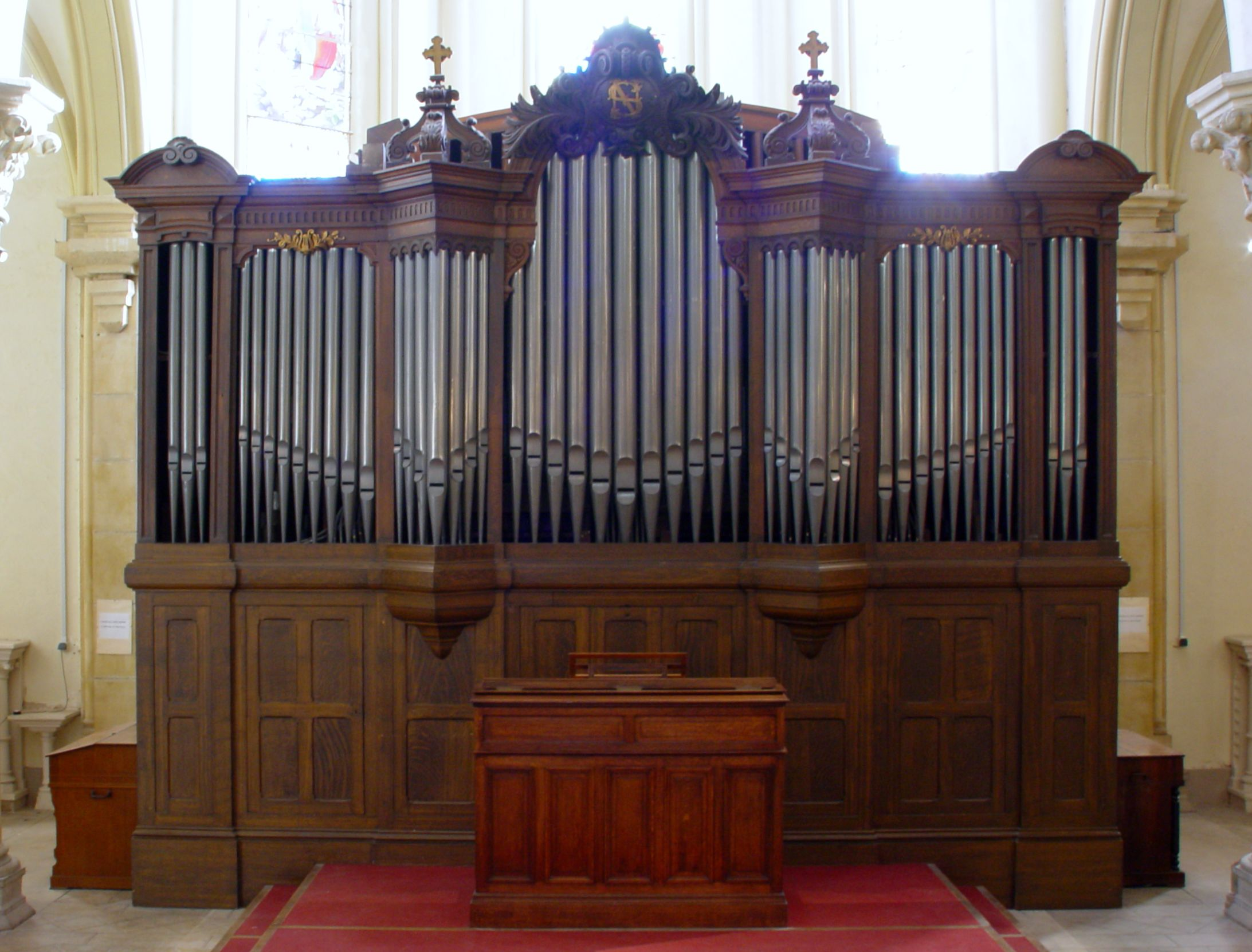
L'orgue.

Le 12 novembre 1991, la partie instrumentale de l'orgue est classée Monument historique par arrêté du Ministère de la Culture,.

## Liste des curés
| Noms                    | Mandat    |
| ----------------------- | --------- |
| DELALAY                 | 1320-1357 |
| CRESPINGE               | 1357-1395 |
| Philippe DE FONDANGE    | 1395-1403 |
| GRIMAUD                 | 1403-1425 |
| Jean DE LA ROCHE        | 1425-1450 |
| Valentin CHASSIN        | 1450-1466 |
| Jean PERRIN             | 1466-1499 |
| FILLON                  | 1500-1538 |
| BOUCHON                 | 1538-1579 |
| PÉPIN                   | 1580-1605 |
| FILLON                  | 1605-1608 |
| Gilbert RETORDY         | 1608-1614 |
| BONNETON                | 1614-1615 |
| Louis MICHON            | 1615-1622 |
| GERBE                   | 1622-1623 |
| BLANCHARD               | 1623-1634 |
| BROSSE                  | 1634-1635 |
| PETEL                   | 1636-1639 |
| Pierre DE MARTINIERE    | 1639-1650 |
| VIGNAL                  | 1650-1657 |
| BEAUVOIR                | 1657-1663 |
| COSTE                   | 1663-1671 |
| PATIN                   | 1671-1679 |
| MICHON                  | 1679-1685 |
| Jean VERSANNE           | 1685-1712 |
| MORIN                   | 1712-1714 |
| Jacques BOUQUET         | 1714-1740 |
| Jacques DESCHEZAUX      | 1740-1744 |
| BOUQUET                 | 1744-1752 |
| Jean BEAUCHAMPT         | 1753-1781 |
| Étienne CHÂTRE          | 1781-1801 |
| PICARDI                 | 1801-1806 |
| Mathieu CHARRIER        | 1806-1837 |
| Jean-Joseph VERDIER     | 1837-1843 |
| Mathieu Maurice CAILLET | 1843-1844 |
| Joseph PHALIPPON        | 1844-1864 |
| Jean REYMONDON          | 1864-1879 |
| Henri André DUBOST      | 1879-1884 |
| Pierre Marie BRESSON    | 1884-1889 |
| Benoît Marie GARDET     | 1889-1903 |
| REBBÉ                   | 1903-1922 |
| Joseph FERLAY           | 1922-1926 |
| Henri DUGAS DU VILLARD  | 1926-1930 |
| Joseph GEORGES          | 1930-?    |
| Jean-Claude DUCREUX     | ?-2015    |
| Xavier GRILLON          | 2015-?    |
| Charles-Henri BODIN     | 2022-?    |

,,,,,